# سن جیووانی این مارینیانو
سن جیووانی این مارینیانو (به ایتالیایی: San Giovanni in Marignano) یک کومونه در ایتالیا است که در استان ریمینی واقع شده‌است.

## خصوصیات
سن جیووانی این مارینیانو ۲۱٫۲۴ کیلومترمربع مساحت و ۸٬۸۸۱ نفر جمعیت دارد و ۳۰ متر بالاتر از سطح دریا واقع شده‌است.